# All Us Boys
All Us Boys è una canzone del gruppo musicale statunitense Toto, estratta come terzo ed ultimo singolo dal loro secondo album Hydra nel 1979.

## Video musicale
Nel videoclip del brano, oltre a venir illustrata la band che si esibisce, vengono mostrati anche dei bambini che tentano di imitare i membri stessi dei Toto. Verso la fine del video sia il gruppo che i bambini cominciano a giocare a football, negli ultimi secondi del video si possono vedere i membri della band invecchiati e con i capelli bianchi che guardano dalla finestra i bambini continuare a giocare a football.

## Tracce
1. All Us Boys
2. White Sister

## Formazione
- David Paich – tastiere e voce principale
- Steve Lukather – chitarra elettrica e voce secondaria
- Bobby Kimball – tastiere e voce secondaria
- Steve Porcaro – tastiere
- David Hungate – basso
- Jeff Porcaro – percussioni